# TCAS
TCAS, akronim za Traffic Collision Avoidance System je naprava na letalu, ki je namenjena preprečevanju trkov med letali v zraku. Večinoma se uporablja na letalih, lahko pa tudi na drugih zrakoplovih. Za delovanje morajo biti zrakoplovi opremljeni s transponderjem in le-ta mora biti vključen. ICAO zahteva uporaba TCAS-a na vseh zrakoplovih z maksimalno vzletno težo večjo od 5700 kg ali več kot 19 potniki. S TCAS-om so opremeljena praktično vsa potniška, tovorna in poslovna letala. Na športnih letalih se po navadi ne uporablja. TCAS zelo poveča varnost v letalskem prometu.
ACAS/TCAS deluje na podlagi signalov transponderja in deluje neodvisno od zemeljskih naprav. Transponder mora biti mode C ali pa mode S.
V modernih steklenih kokpitih je lahko TCAS prikazovalnik integrian v navigacijski (ND) ali pa EHSI prikazovalnik.
TCAS podaja dve vrsti obvestil: TA - »traffic advisory« so sporočila samo informativne narave in ne zahtevajo pilotovega posredovanja. Če pa pride do nevarnosti trka med dvema letaloma, TCAS poda obema pilotoma ukaze (RA - »resolution advisory«) za preprečitev trka - npr. enemu letalu bo ukazal dviganje, drugemu pa spuščanje. Ko je konflikt rešen, se pojavi obvestilo CC (»Clear of Conflict«)